# Linger Awhile
Linger Awhile (deutsch Bleib' eine Weile) ist ein Lied, das von Harry Owens (Text) und Vincent Rose (Musik) geschrieben und erstmals 1923 veröffentlicht wurde.

## Kennzeichen des Songs
Der original Liedtitel „linger awhile“ wird als Repetitio, der Endreim „awhile“ als identischer Reim wiederholt, wodurch beides einprägsam wird. „The stars shine above you / yet linger awhile / they whisper I love you / so linger awhile…“. (mit doppelter Bindung übersetzt: Die Sterne da oben / sie bleiben noch hier / sie flüstern ich lieb' dich / drum bleibe bei mir …).
Der oft verwendete Grundschlag liegt etwa bei 160 Schlägen pro Minute („allegro-vivace“, siehe Metronomangaben), die Melodieführung ist auf die Hälfte dessen oder weniger reduziert, also gemächlich darübergelegt, woraus eine Art laid-back-Effekt resultiert, der von einer Jazzband durch stärkere synkopierte Verzögerung noch intensiviert werden kann und das Metrum nahe dem Ruhepuls wirkt.

## Erste Aufnahmen
Die Originalaufnahme von Linger Awhile wurde 1923 von Lew Gold und seinem Club Wigwam Orchestra eingespielt. Nachdem eine Duettversion von Lewis James und Marcia Freer erfolgreich in den US-Charts war, wurde der Song ein Millionenhit für das Paul Whiteman Orchestra, das ihn am 22. November 1923 aufnahm.

## Coverversionen
Nach Whitemans Erfolg wurde der Song auch von den California Ramblers, Vincent Lopez und Fletcher Henderson aufgenommen, in den 1920er- und 30er-Jahren auch vom Casa Loma Orchestra, Russ Morgan, Woody Herman, Jimmy Lunceford, Bunny Berigan, in Deutschland von Jeno Fesca, Arno Lewitsch, Bernard Etté, Alex Hyde und Eric Borchard.
1930 wurde der Song in dem Musikfilm The King of Jazz präsentiert, außerdem 1948 in Give My Regards to Broadway (Regie: Lloyd Bacon).
Das Musikmagazin Variety nahm Linger Awhile in seine Liste Hit Parade of a Half-Century auf. Der Diskograph Tom Lord listet 194 Coverversionen des Songs, von denen die Versionen von Sarah Vaughan (Linger Awhile: Live at Newport and More 1957), Ruby Braff, Sid Catlett, Eddie Condon, Earl Hines und Dave McKenna hervorzuheben sind. Vic Damone war mit der Vokalnummer samt Bigband-Begleitung mit dem gleichnamigen Album erfolgreich in den Billboard-Charts vertreten.
Für die deutsche Version „Mein Liebling heißt Mädi“ verfasste Fritz Löhner-Beda den Text. Auf dem Schallplatten-Etikett der Pressung „Brunswick Deutsche Aufnahme 12005B / Linger awhile (Mein Liebling heißt Mädi)“, Arrangeur Heinz Gietz, wird fälschlicherweise als Komponist „Youmans“ (offensichtlich Vincent Youmans) angegeben. Die deutsche Version stammte aus Erik Charells Revue „An alle“.